# Sakamoto Ryūichi
Sakamoto Ryūichi (坂本 龍一 (Phản Bản Long Nhất) Sakamoto Ryūichi) (phát âm tiếng Nhật: [sakamoto ɾʲɯːitɕi], 17 tháng 1 năm 1952 – 28 tháng 3 năm 2023) là một nhạc sĩ, ca sĩ, người viết bài hát, nhà sản xuất thu âm, nhà hoạt động và diễn viên người Nhật, là một nghệ sĩ theo đuổi một loạt các phong cách khác nhau với vai trò một nghệ sĩ solo và một thành viên của Yellow Magic Orchestra (YMO). Với các thành viên trong nhóm như Hosono Haruomi và Takahashi Yukihiro, Sakamoto đã tạo được ảnh hưởng và là người tiên phong trong một loạt các thể loại nhạc điện tử.
Sakamoto bắt đầu sự nghiệp của mình khi còn ở trường đại học vào những năm 1970 với tư cách là một nhạc công thời vụ, nhà sản xuất và người viết biên khúc. Thành công lớn đầu tiên của ông tới vào năm 1978, khi Sakamoto là đồng sáng lập của YMO. Ông đồng thời cũng theo đuổi sự nghiệp độc tấu, bằng việc ra mắt album nhạc điện tử thể nghiệm Thousand Knives vào năm 1978. Hai năm sau, ông ra mắt album tiếp theo B-2 Unit, mà trong đó có giai điệu "Riot in Lagos", chiếm một vai trò đầy ý nghĩa trong quá trình phát triển nhạc electro và hip hop. Ông tiếp tục tạo nên nhiều bản thu âm độc tấu và hợp tác với nhiều nghệ sĩ quốc tế, trong đó có thể kể đến như David Sylvian, Carsten Nicolai, Youssou N'Dour, và Fennesz. Sakamoto đã sáng tác phần nhạc nền cho lễ khai mạc Thế vận hội Barcelona năm 1992, và sáng tác "Energy Flow" (1999) là đĩa đơn nhạc không lời đầu tiên chiếm vị trí đầu bảng của bảng xếp hạng Oricon của Nhật Bản.
Với vai trò nhạc sĩ sáng tác nhạc nền cho phim, Sakamoto đã giành được một giải Oscar, một giải BAFTA, một giải Grammy, và 2 giải Quả cầu vàng. Sáng tác Merry Christmas, Mr. Lawrence (1983) đánh dấu lần đầu ra mắt với cả vai trò diễn viên và nhạc sĩ cho phần nhạc nền phim; phần nhạc nền chính được chuyển thể thành đĩa đơn "Forbidden Colours", mà sau đó trở thành một hit toàn cầu. Tác phẩm nhạc phim thành công nhất của ông là cho Hoàng đế cuối cùng (1987), được tiếp nổi với việc ông tiếp tục giành được nhiều giải thưởng sáng tác cho các bộ phim như The Sheltering Sky (1990), Little Buddha (1993), và Người về từ cõi chết (2015). Đôi lúc, Sakamoto cũng sáng tác và viết kịch bản phân cảnh cho các tác phẩm anime và video games. Năm 2009, ông được trao tặng huân chương Huân chương Văn học Nghệ thuật Pháp từ Bộ Văn hoá Pháp vì những đóng góp cho âm nhạc.
Ông qua đời vì ung thư đại trực tràng vào ngày 28 tháng 3 năm 2023, hưởng thọ 71 tuổi. Cái chết của ông được thông báo vào ngày 2 tháng 4, sau khi đám tang của ông đã diễn ra.